# The Dumb Wooing (film 1915)
The Dumb Wooing è un cortometraggio muto del 1915 diretto da Will Louis. È il remake di The Dumb Wooing, un film del 1912 diretto sempre dallo stesso Will Louis che era stato interpretato da Mary Fuller, Barry O'Moore e Yale Benner.

## Produzione
Il film fu prodotto dalla Edison Company.

## Distribuzione
Distribuito dalla General Film Company, il film - un cortometraggio in una bobina - uscì nelle sale cinematografiche statunitensi il 29 maggio 1915.